# Blackeberg

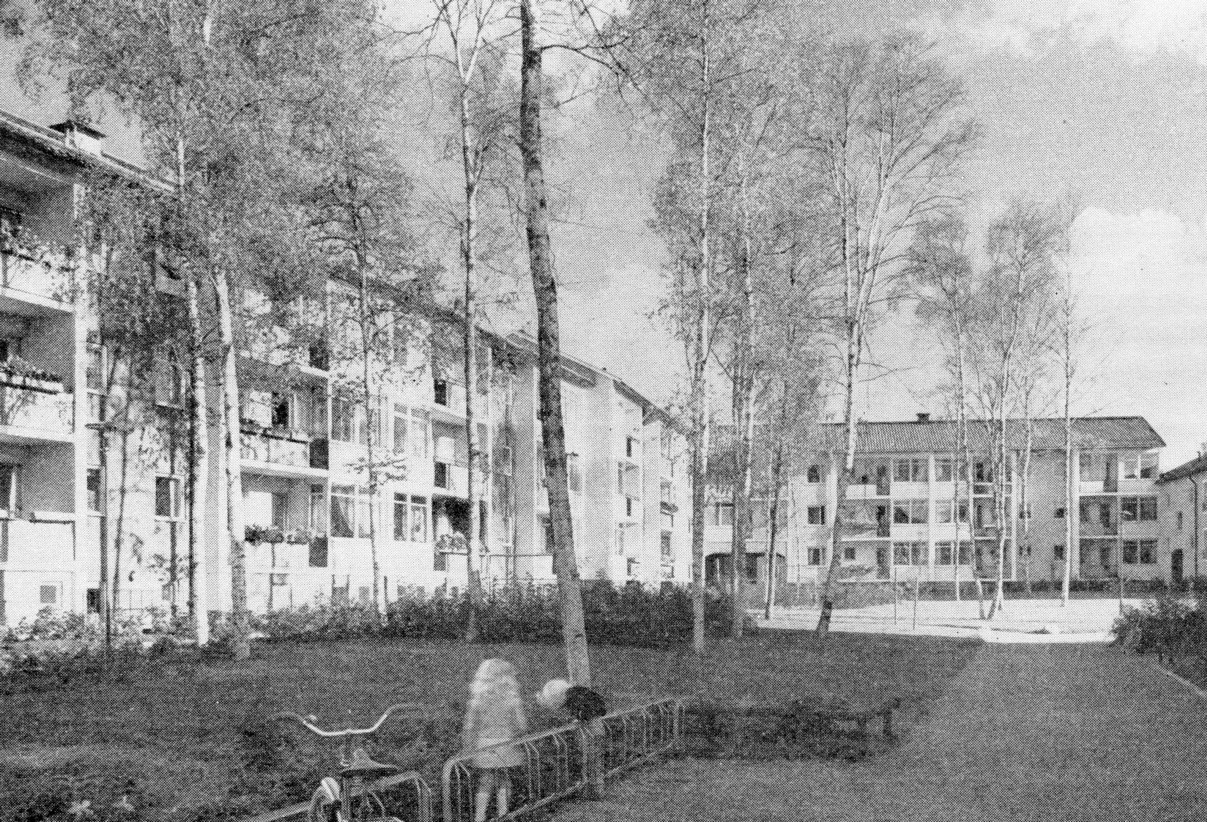
Blackeberg durante gli anni '50.

Blackeberg è un sobborgo di Stoccolma, in Svezia.

## Storia
Dagli anni cinquanta appartiene ufficialmente alla circoscrizione di Bromma, ed è geograficamente adiacente ai sobborghi di Södra Ängby, Råcksta e Grimsta. Una stima dell'anno 2004 vi attribuisce 5.897 abitanti.
Blackeberg era originariamente un'area agricola, menzionata per la prima volta intorno all'anno 1599. Nel 1861 il produttore di tabacco Knut Ljunglöf acquistò l'area per poi costruirvi una residenza, una stalla, un mulino e una segheria. Sia il mulino che la segheria sono oggi luoghi aperti ai turisti. Negli anni '50 si registrò un sensibile sviluppo urbano, grazie alla realizzazione dei primi edifici a più piani, un centro commerciale e una biblioteca: in questo periodo molte persone si spostarono dal centro di Stoccolma a Blackeberg o presso altri sobborghi adiacenti. Il 26 ottobre 1952 fu inoltre inaugurata la stazione della metropolitana.
Qui vi è inoltre ambientato sia il romanzo horror Lasciami entrare, sia l'omonimo film, seppur quest'ultimo sia stato girato a Luleå ricreando le scenografie della stessa Blackeberg.